# Live at Stubb's
Live at Stubb's és un àlbum en directe de Matisyahu. Va ser gravat en viu a l'Stubb's, a Austin, Texas (EUA), el 19 de febrer del 2005 sota el segell de la discogràfica Or Music. El 27 de desembre del 2006, va anunciar-se que Live at Stubb's estava en segona posició en el rànquing d'àlbums de reggae de l'any de Billboard.
El disc conté el vídeo musical de King Without a Crown.

## Llista de cançons
1. "Sea to Sea" – 4:07
2. "Chop 'Em Down" – 4:03
3. "Warrior" – 7:58
4. "Lord Raise Me Up" – 3:52
5. "King Without a Crown" – 4:48
6. "Aish Tamid" – 6:55
7. "Beat Box" – 5:05
8. "Fire and Heights" – 4:20
9. "Exaltation" – 6:57
10. "Refuge" – 4:02
11. "Heights" – 3:23
12. "Close My Eyes" – 4:26

Totes les cançons estan escrites per Matisyahu Miller i Josh Werner excepte Lord Raise Me Up, escrita per Benjamin Hesse i Matisyahu Miller.

## Personal
- Matisyahu Miller – veu
- Yoni – MC (a Beat Box)

Roots Tonic:
- Aaron Dugan – guitarra
- Josh Werner – baix
- Johan David – bateria

## Producció
- Michael Caplan - Productor
- Angelo Montrone - Productor, editor, mescles, enginyer de gravació
- Jacob Harris - Productor, mànager (JDub)
- Charlie Boswell - Gravació
- Kelly Stuart - Gravació
- Micheal O'Reilly - Mescles
- Cambria Harkey - Fotografia
- Malcom H. Harper - Assistent de gravació
- Greg Klinginsmith - Enginyer assistent
- Gerard Bustos - Enginyer assistent
- Will Harrison - Enginyer assistent